# الفانسو (ویرجینیا)
الفانسو، ویرجینیا (به انگلیسی: Alfonso, Virginia) یک منطقهٔ مسکونی در ایالات متحده آمریکا است که در ویرجینیا واقع شده‌است.